# G.I.ブルース
『G.I.ブルース』（原題：G.I. Blues）は、1960年に公開されたアメリカ合衆国のミュージカル映画。ノーマン・タウログが監督し、エルヴィス・プレスリーが主演した。公開時のプレスリーは兵役を終えた直後であり、軍隊での生活を舞台にした作品である。
主題歌の「G.I.ブルース」が収録されたサウンドトラックは、ビルボードトップポップアルバムチャートに11週間1位に留まるヒットを記録。1992年にはプラチナディスクに認定された。

## キャスト
※括弧内は日本語吹替（テレビ版）
- タルサ：エルヴィス・プレスリー（広川太一郎）
- リリ：ジュリエット・プラウズ（鈴木弘子）
- リック：ジェームズ・ダグラス
- クッキー：ロバート・アイヴァース
- ティナ：レティシア・ロマン

## その他
主題歌は、日本で佐々木功（ささきいさお）（訳詞：服部レイモンド）、ダニー飯田とパラダイス・キング（メインボーカル：坂本九、訳詞：みナみカズみ）、かまやつひろし（訳詞：新田宣夫）、ミッキー・カーチス（訳詞：新藤春男）にカバーされている。